# پادینگتون، دوون
پادینگتون (به انگلیسی: Puddington) یک روستا و محله مدنی در بریتانیا است که در Mid Devon واقع شده‌است.